# 王継遠
王 継遠（おう けいえん、生没年不詳）は、東丹王に仕えた翰林学士。

## 概要
王継遠の祖の王烈は、後漢末に曹操の招聘に応じず、戦乱を避けて遼東に暮らした。その後、遼東が乱れると、その一族は東夷に散らばる。王烈の十七世の孫の王文林は、高句麗で西部将を務めた軍人。王文林の八世の孫の王楽徳は、渤海国で暮らしたが、遼の太祖耶律阿保機が渤海国を征服すると、息子とともに東丹王を奉じて遼陽に移住した。王楽徳の曾孫が王継遠である。
王継遠の末裔が王庭筠である。